# Jaraï
Cet article concerne le peuple jaraï. Pour la langue jaraï, voir Jaraï (langue).

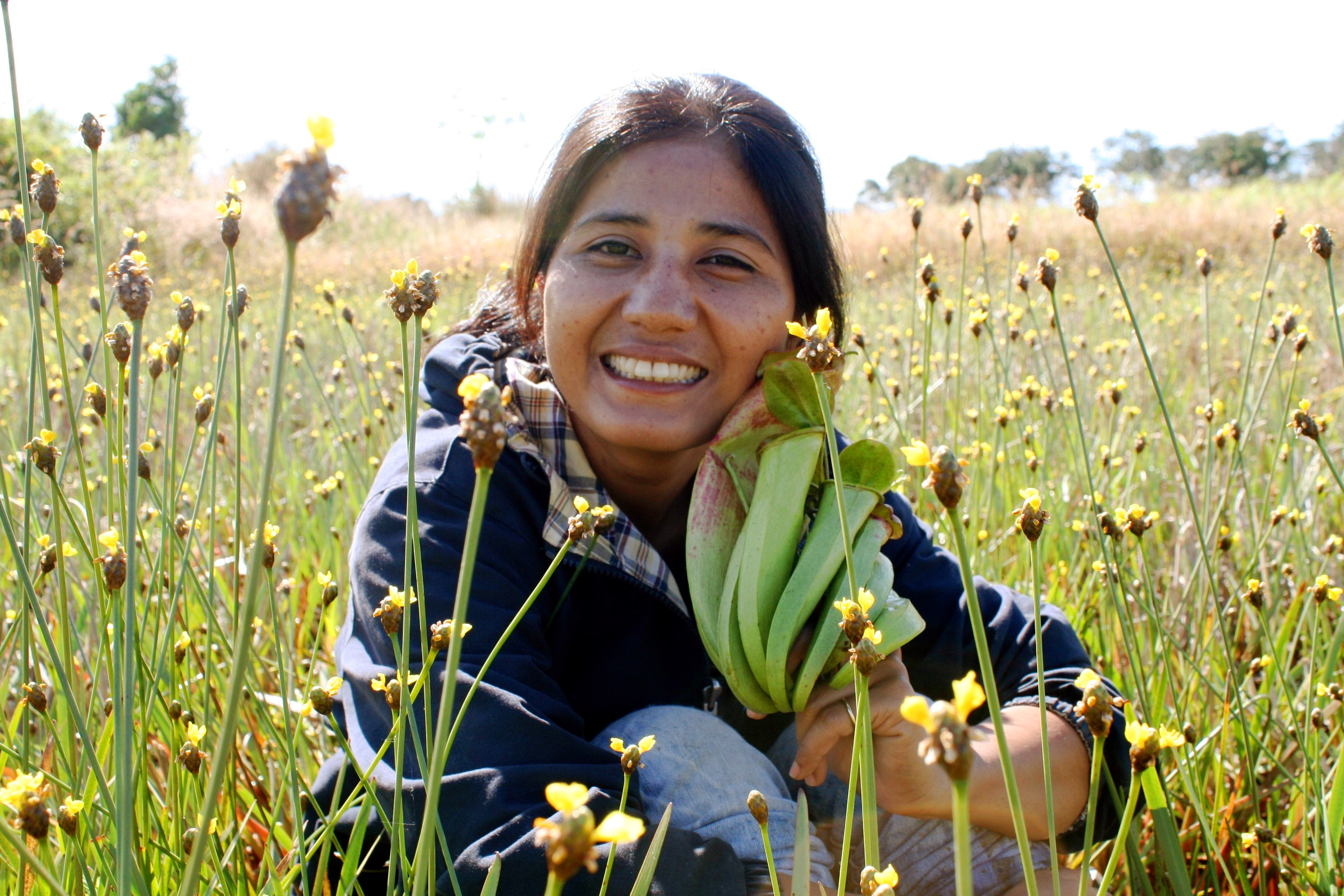
Jeune femme jaraï

Les Jaraï (graphie anglaise Jarai), ou Người Gia Rai en vietnamien, sont un groupe ethnique qui habite principalement les hauts-plateaux du centre du Viêt Nam.
La langue jaraï appartient à la branche malayo-polynésienne des langues austronésiennes. Elle est apparentée au cham du centre du Viêt Nam. Le nombre de locuteurs est d'environ 400 000.
Les Jaraï sont le groupe le plus important parmi les populations des hauts-plateaux, collectivement désignées par le nom de « Montagnards » ou Degar, mot rhade signifiant « fils de la montagne ». Les Rhade sont un autre peuple des hauts-plateaux.
Les Jaraï vivent principalement dans les provinces de Gia Lai et Kon Tum. Un petit nombre habite celle de Dak Lak, et également la province de Rotanah Kiri au Cambodge.
Dans les années 1950 et 1960 s'est développé un mouvement degar parmi les Jaraï et les autres Montagnards (Rhade, Ba-Na, Co-Ho...). Leur but était la création d'un État indépendant dans les hauts-plateaux du Viêt Nam pour les populations indigènes. Après la fin de la guerre du Viêt Nam, de nombreux Jaraï et autres Montagnards qui travaillaient comme supplétifs de l'armée américaine ont été accueillis aux États-Unis, notamment en Caroline du Nord ,.
Le gouvernement vietnamien est accusé de violations de droits de l'Homme à l'égard des Montagnards.

## Culture

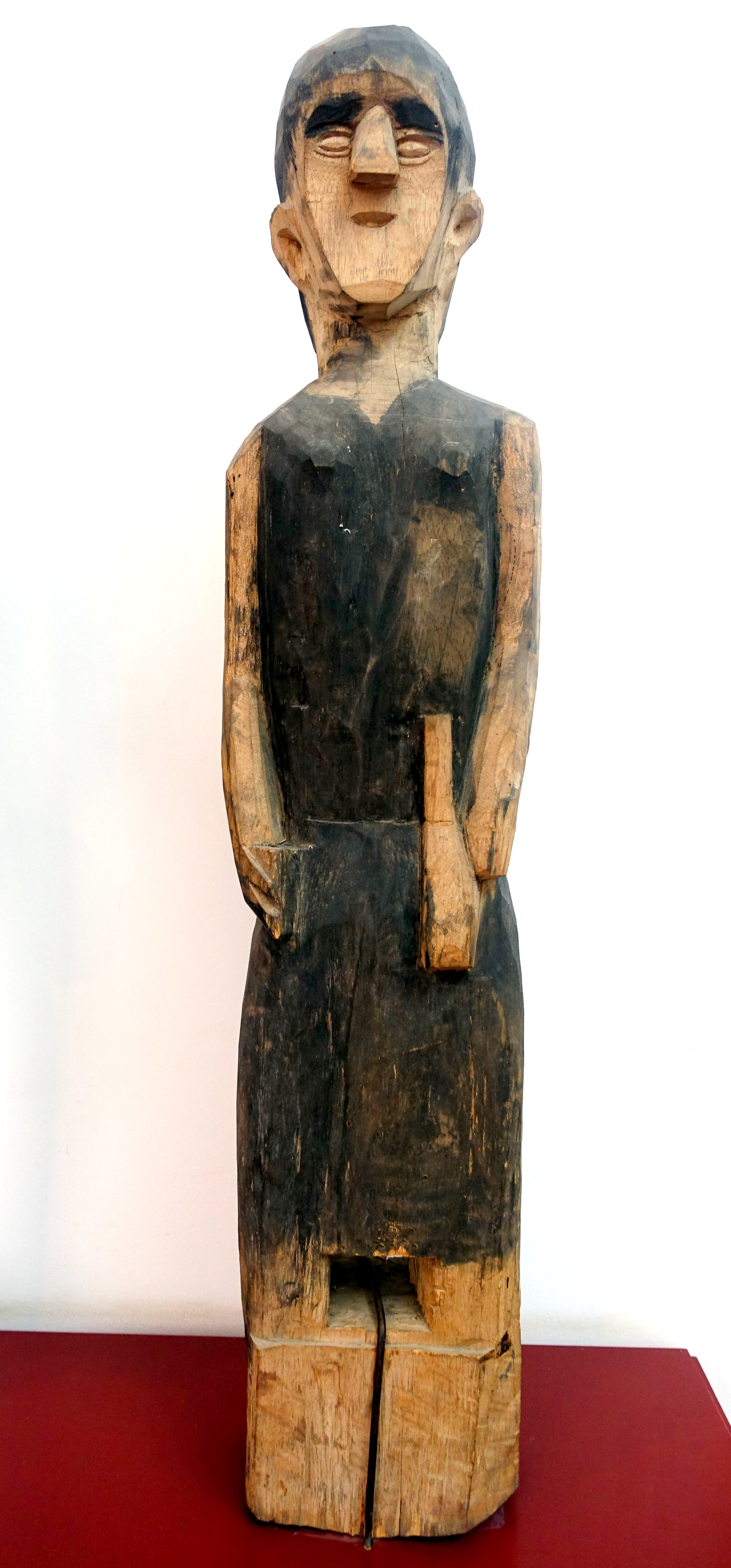
Statue funéraire (Musée ethnologique de Hanoï)

Le village traditionnel jaraï a une population de 50 à 500 habitants. Le village a un plan carré, les habitations, individuelles ou communautaires, étant disposées autour du centre. Les maisons sont traditionnellement en bambou, mais plus récemment, les maisons en bois à toit de zinc sont de plus en plus nombreuses parce que plus durables.
Les Jaraï ont une tradition matrilinéaire. Ceci signifie que le lignage passe par la mère et non le père. On retrouve cette tradition chez leurs cousins Rhade et dans d'autres populations austronésiennes, notamment chez les Minangkabau de Sumatra occidental en Indonésie. 
La majorité des Jaraï est animiste et croit que des démons peuplent l'univers. Des sacrifices de cochons, de vaches et de buffles sont faits de façon régulière pour apaiser les esprits. Comme le Viêt Nam ne reconnaît que six religions officielles, les Jaraï se considèrent comme religieusement persécutés.
Dans les années 1970, des missionnaires américains de l'Alliance chrétienne et missionnaire ont introduit le christianisme. Le nombre de Jaraï chrétiens au Viêt Nam et au Cambodge dépasse les 100 000. Il y a aussi une petite partie des Jaraï vivant dans les villes qui ont adopté le bouddhisme des Vietnamiens.[réf. nécessaire]
Les instruments de musique traditionnels des Jaraï consistent en gongs, xylophones, cithares.

## Littérature
Les Jaraï sont au cœur du roman de Pierre Boulle Les oreilles de jungle.

## Galerie

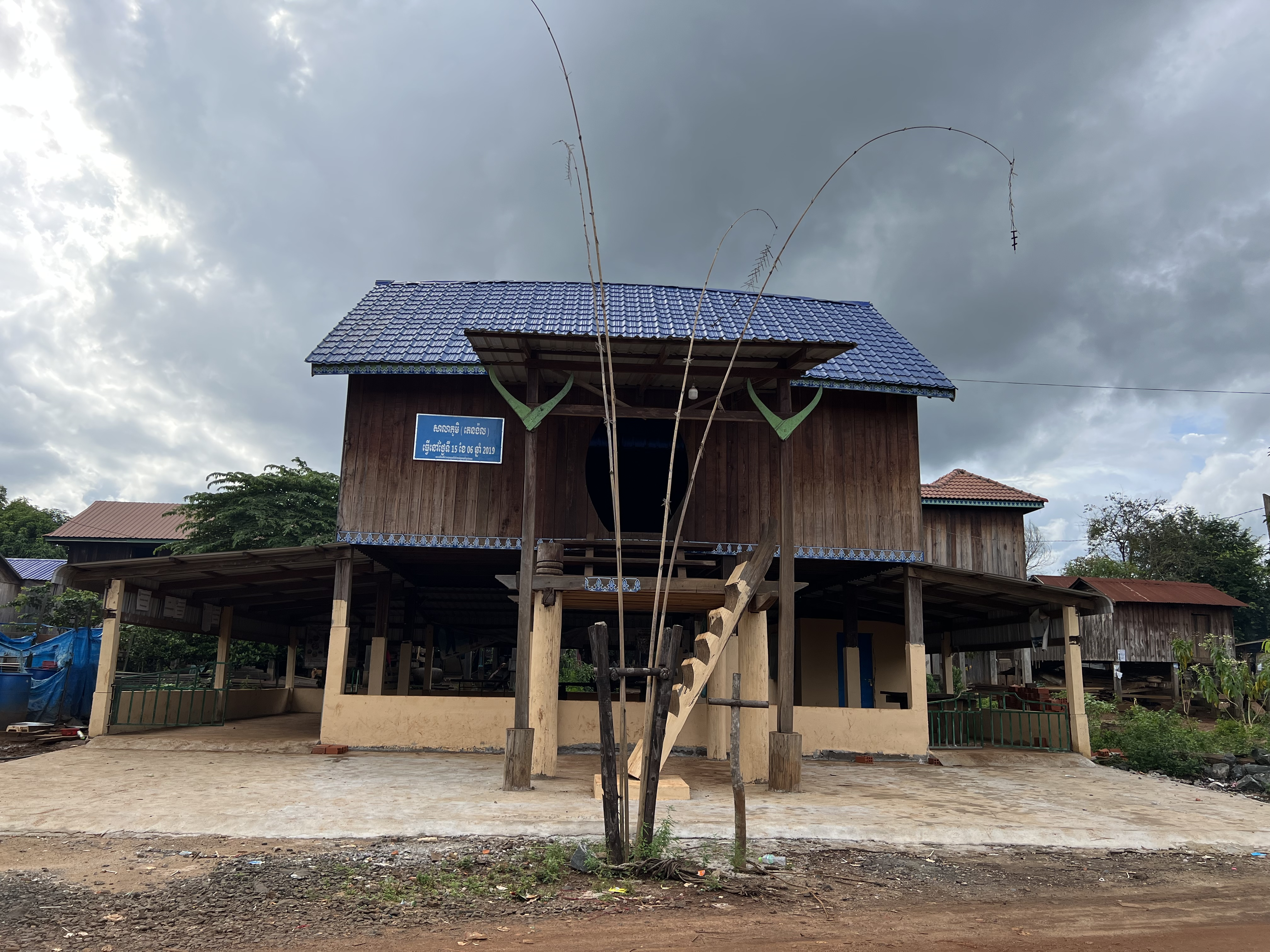
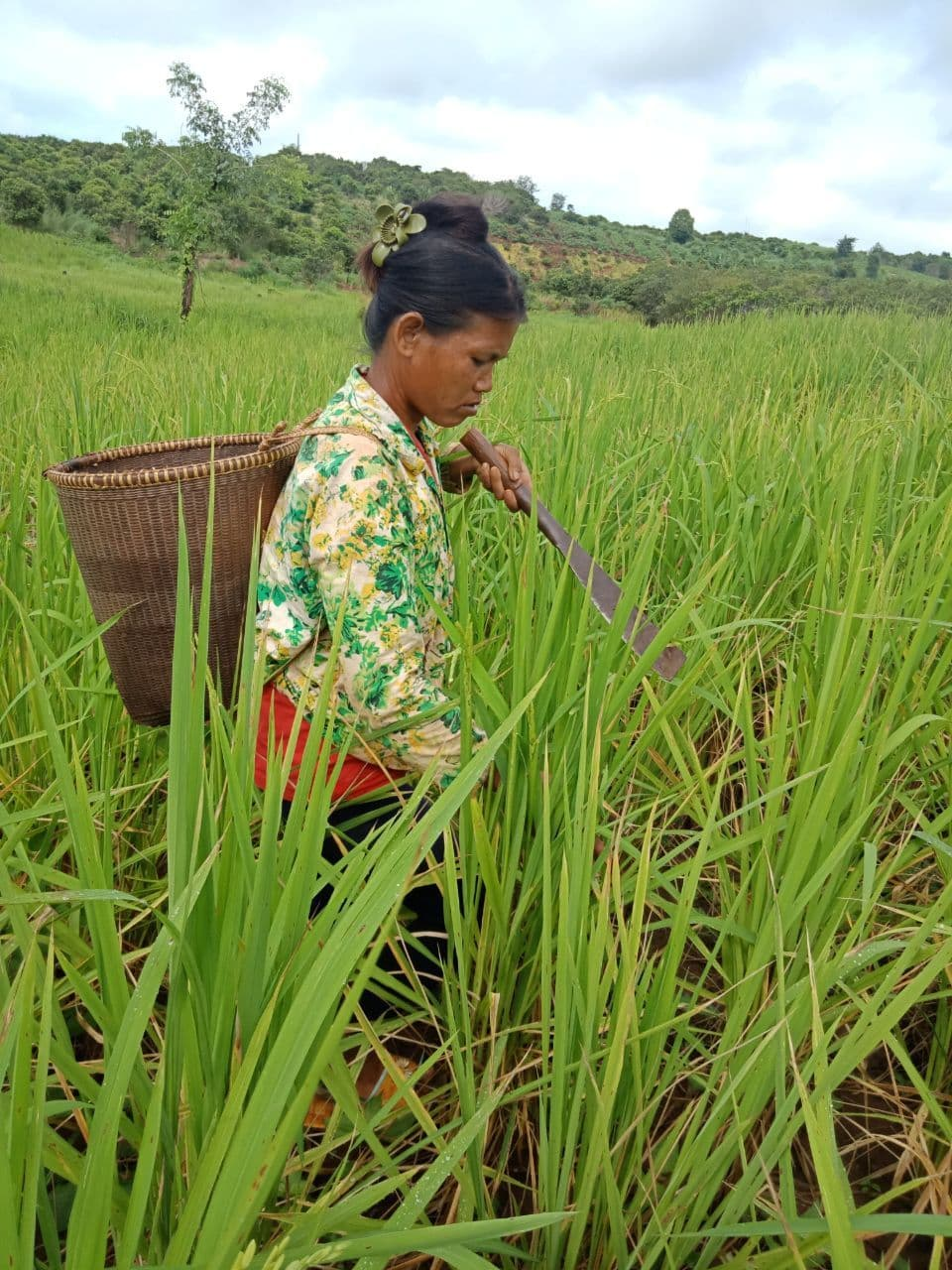
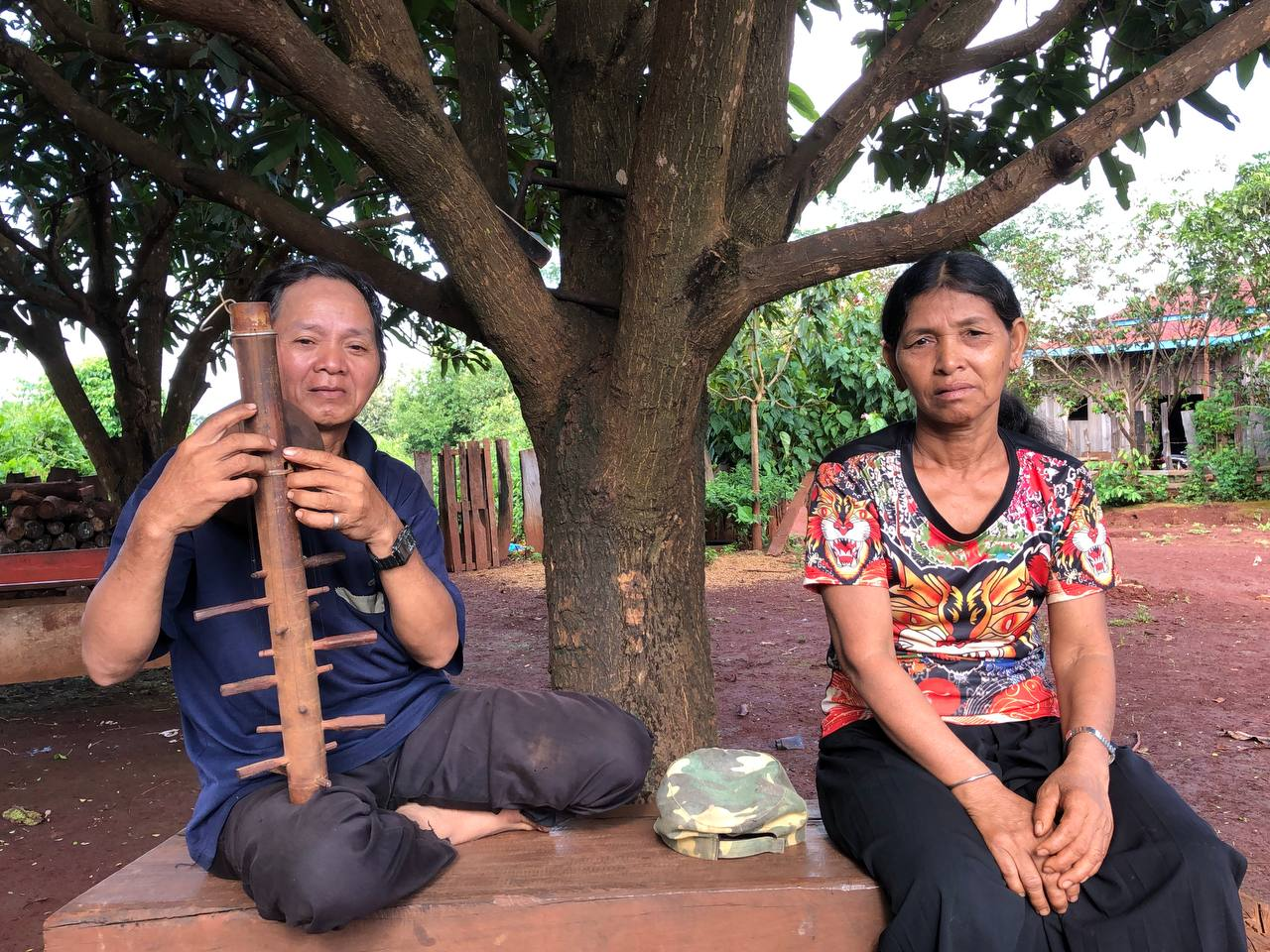
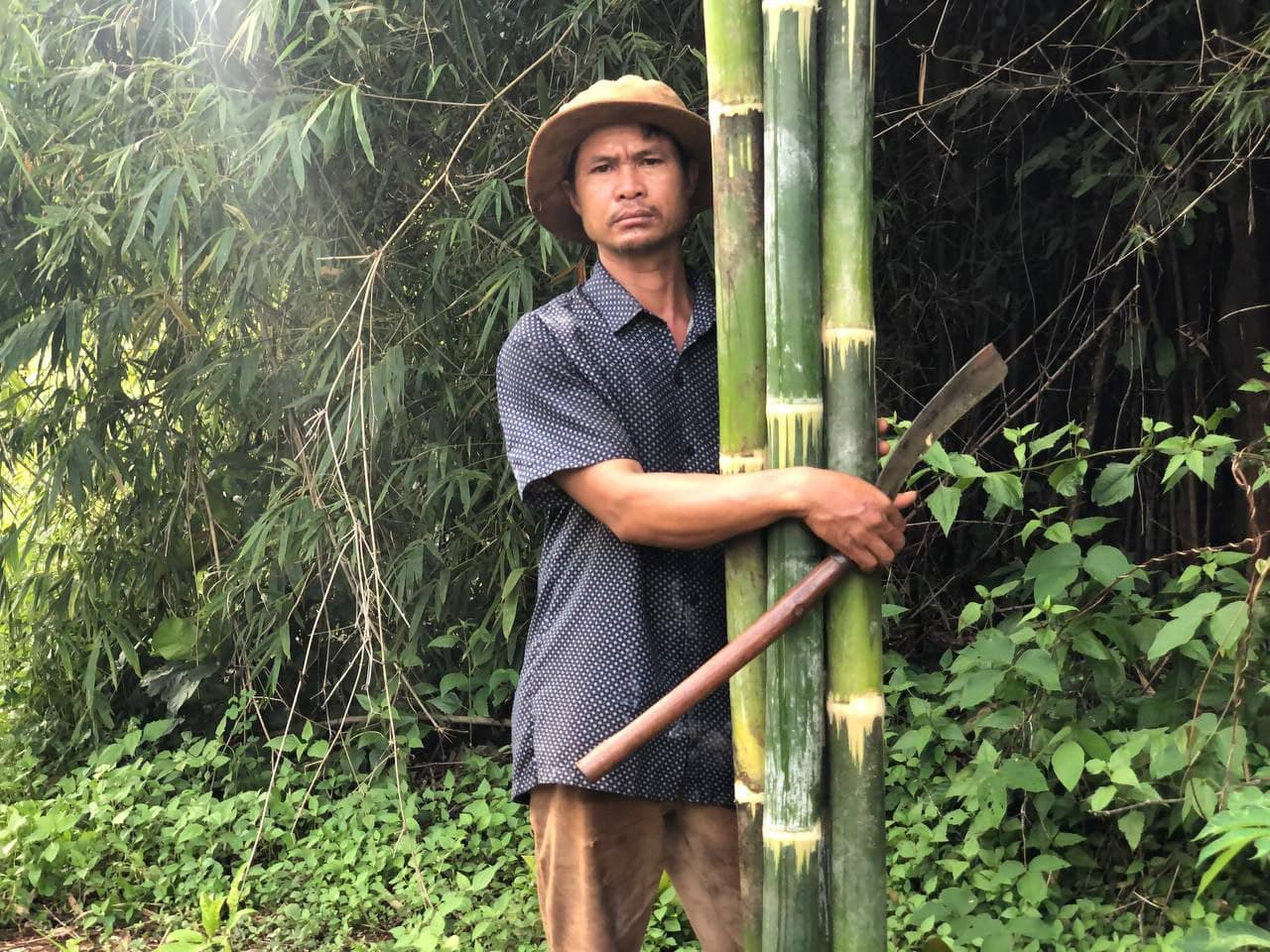
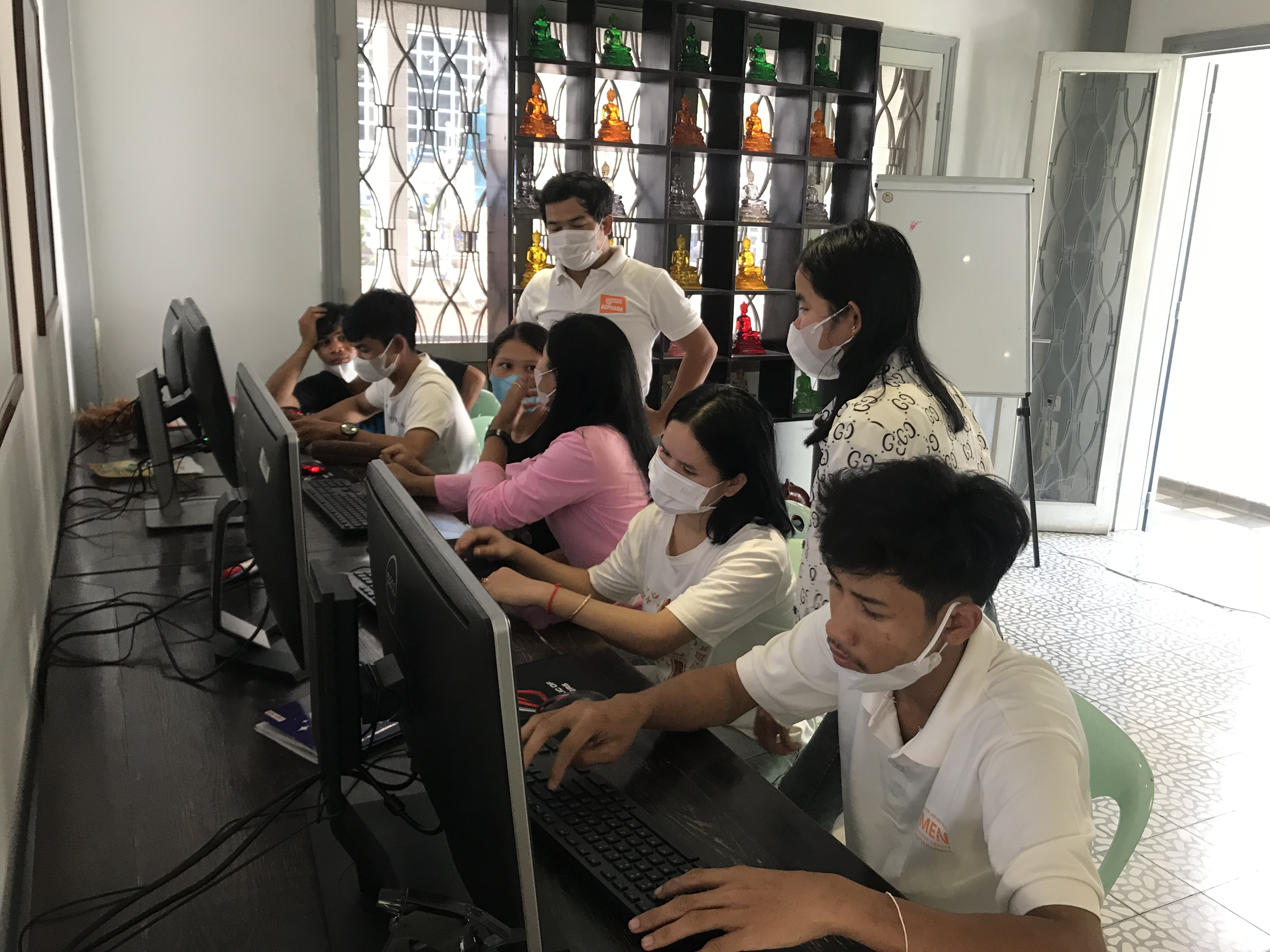
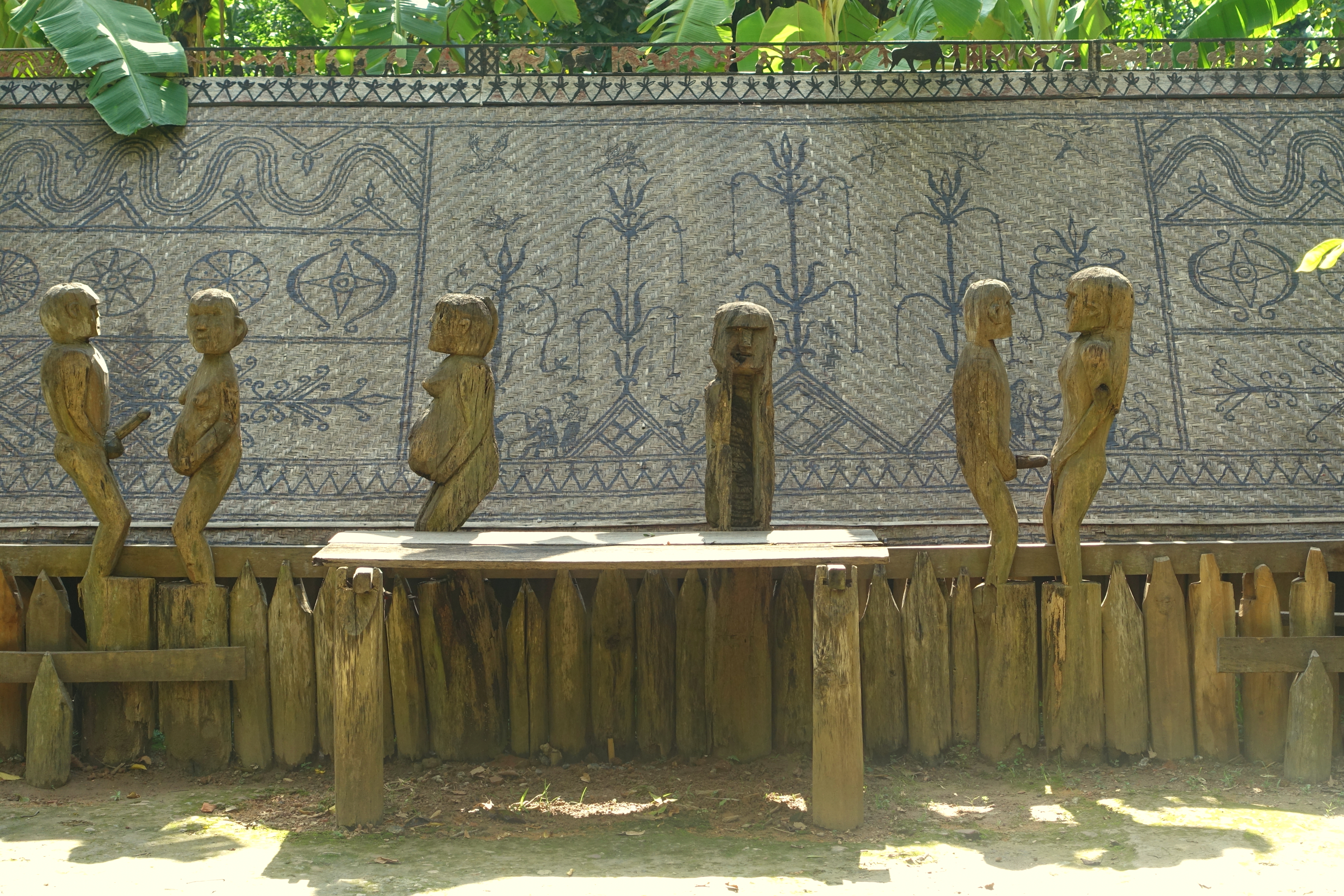
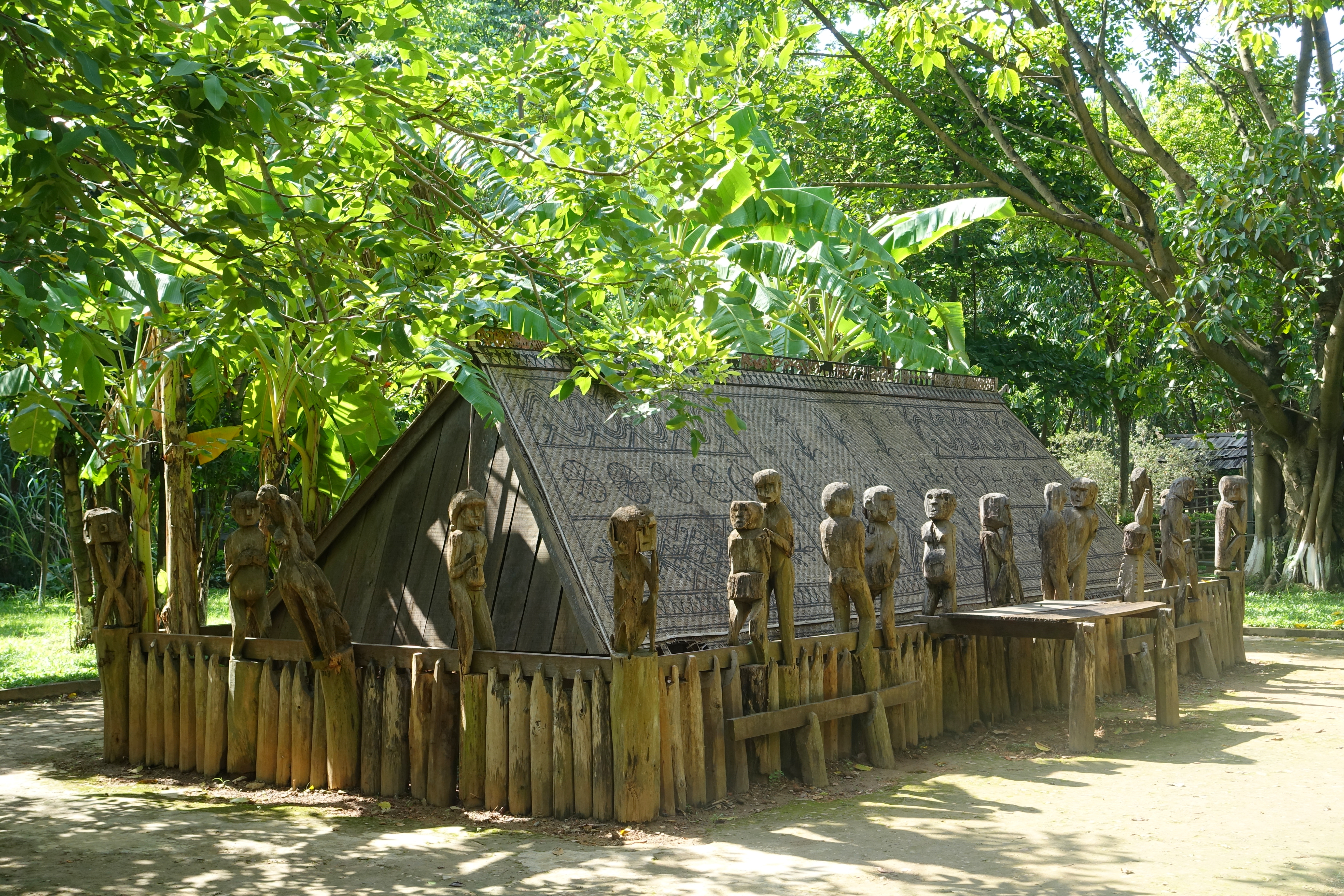